# Бомбардування Берліна під час Другої світової війни
Бомбардування Берліна — бомбардування столиці нацистської Німеччини під час Другої світової війни.

## Опис
Берлін, столиця нацистської Німеччини, зазнав 363 повітряні нальоти під час Другої світової війни. Перший раз він був бомбардований восени 1939 року поодиноким бомбардувальником ВПС Польщі, бомбардувальниками Королівських ВПС Великобританії в період з 1940 року (після вступу США у війну до них приєдналися ВПС США), кілька разів — військово-повітряними силами Франції в період по 1945 роки. Також відомі нальоти на Берлін і бомбардувальників ВПС РСЧА в 1941-му, 1942-му і особливо у 1945 році.
У 1939-1940 роках атаки з повітря на Берлін мали епізодичний характер і здійснювались поодинокими бомбардувальниками. Але з розгортанням битви за Британію у відповідь німцям нальоти англійців на Берлін у другій половині 1940 стали приймати систематичний характер. У 1941 і 1942 роках англійці зосередилися на повітряній боротьбі над Західною Європою, у зв'язку з чим атаки Берліна майже припинилися (за 1942 зафіксовано 6 появ британських розвідників над Берліном).
Але 1943 року ситуація змінилася. З прибуттям до Європи бомбардувальної авіації США союзники відновили нічні бомбардування Берліна, і почали також денні бомбардування. Із запровадженням винищувального прикриття союзних бомбардувальних формувань німецька винищувальна авіація понесла великі втрати. З 1943 до березня 1944 року англо-американська авіація здійснила на Берлін 15 масованих нальотів і 28 нальотів невеликими групами (всього 3900 літаків). Лише винищувальна німецька авіація збила 155 літаків союзників. З червня 1944 нальоти на Берлін посилилися (у серпні було 9 великих нальотів).
Найбільш відомі наступні бомбардування Берліна:
- 27 січня 1944 року виконаний в умовах суцільної низької хмарності в розрахунку на ослаблення спостереження ППО. Розрахунок виправдався: наліт виявився раптовим та спричинив найбільші жертви серед населення міста.
- 21 червня 1944 — найбільший денний наліт на Берлін (понад 1000 бомбардувальників), атака здійснювалася хвилями з різних сторін. Пожежами було охоплено все місто та навіть деякі передмістя.

Британські бомбардувальники скинули 45 517 тонн бомб, а американські літаки скинули 23 000 тонн.

## Протиповітряна оборона Берліна
До вересня 1939 року за ППО Берліна відповідало «Командування протиповітряної оборони № 1», у вересні 1941 року перетворене на 1-ю зенітну дивізію: 3 зенітні артилерійські полки, зенітний прожекторний полк, дивізіон ППО особливого призначення. Чисельність її безперервно зростала. До вересня 1939 року Берлін захищали 160 важких зенітних гармат (105 і 85-мм) і до 200 систем легкої артилерії (20 і 37-мм). До травня 1941 число важких зенітних гармат становило вже 264. У 1943 Берлін захищали вже 500 важких і 250 легких зенітних гармат. Також у 1943 році було сформовано 27 зенітних залізничних батарей, які відіграли велику роль до захисту міста, але навесні 1944 року всі ці батареї були відправлені на радянсько-німецький фронт. Велика увага приділялася новітнім засобам боротьби, особливо радіолокації — 55 потужних станцій радіолокації оперізували місто, створюючи суцільне покриття всіх підходів до міста, забезпечуючи радіолокаційну розвідку в радіусі 160 кілометрів. Винищувальне прикриття міста здійснювала 1-а винищувальна авіаційна дивізія, яку восени 1943 змінила 4-я винищувальна авіаційна дивізія (від 400 до 600 винищувачів). У ці дивізії виділялися нові винищувачі і кращі льотні кадри, багато пілотів навчалися нічним процесам, літаки обладналися бортовими радіолокаційними станціями.
Система ППО Берліна неодноразово реорганізовувалася виходячи з виявлених недоліків і відрізнялася дуже високою гнучкістю. Застосовувалося масування всіх зусиль і коштів у найнебезпечніших напрямах. Частину зенітних батарей було виведено за місто, зустрічаючи ворога вогнем на підступах до нього. Удосконалювались зв'язок, система розвідки та оповіщення, взаємодія зенітної артилерії та авіації, тактика дій винищувальної авіації. Але й британці та американці теж безперервно змінювали тактику авіаційних ударів.
До квітня 1945 року частина зенітної артилерії Берліна була перекинута на Східний фронт, в результаті в її складі залишилися 44 важкі зенітні батареї (342 гармати) і 249 легких зенітних гармат (калібрів 20 мм і 37 мм). У ході Берлінської операції ППО Берліна не змогла протистояти потужному угрупованню радянської авіації, а в ході штурму Берліна зенітна артилерія міста практично в повному складі була спрямована на боротьбу з наземними цілями і загинула в боях з Червоною Армією.

## Результати бомбардувань
За німецькими даними, на місто з 1943 по 1945 рік здійснено 42 масованих нальоти (18 600 літаків) та 147 нальотів дрібними групами (7 860 літаків). Місто було зруйноване на 55-60%. Втрати населення оцінювалися у 19 400 убитих, до 35 000 поранених, понад 1 250 000 берлінців залишилися без даху над головою. Знищено та сильно пошкоджено 120 військових об'єктів міста, 80 об'єктів зазнали часткових пошкоджень. Промислових та залізничних об'єктів зруйновано повністю 920 та частково 1 350, житлових будівель зруйновано повністю 41 200 та частково близько 207 000.
Від безперервних авіанальотів дедалі більше людей залишали місто. До травня 1945 року з міста втекло 1,7 мільйона осіб (40% населення).
У результаті, незважаючи на сильну та сучасну на той час систему протиповітряної оборони, столицю Німеччини не вдалося захистити від масованих ударів авіації супротивника, які спричинили великі руйнування та жертви.